# Renzo Magli
Renzo Magli (Bologna, 12 settembre 1908 – Firenze, 15 luglio 1981) è stato un allenatore di calcio e calciatore italiano, di ruolo difensore.
Fratello di Augusto, anch'egli calciatore, Renzo fu il padre del calciatore Vieri Magli, che lo seguì al Genoa ed al Taranto.

## Carriera

### Giocatore
Dopo aver giocato nel Molinella, nel 1929 si trasferisce alla Fiorentina dove rimane per dieci stagioni, raccogliendo 202 presenze senza mai andare in rete.

### Allenatore
La prima esperienza da allenatore l'ha nel 1946, proprio sulla panchina gigliata dove sostituisce Guido Ara, venendo a sua volta esonerato per lasciare posto all'ungherese Imre Senkey.
Nel 1951 torna nuovamente alla guida dei viola, fino al 1953, quando viene nuovamente licenziato e sostituito da Fulvio Bernardini.
Successivamente diventa allenatore del Modena fino al 1955, quando viene assunto dal Genoa, dove rimane fino al 1958.
In seguito si accasa al Taranto per una stagione, prima di tornare nuovamente dai canarini del Modena.
Chiude nel 1961 con una nuova parentesi al Taranto.

## Palmarès

### Giocatore
- Campionato italiano di Serie B: 1

Fiorentina: 1930-1931

### Allenatore
- Campionato italiano di Serie B: 1

Fiorentina: 1938-1939